# Dynameron
Das Dynameron, geschrieben von Nikolaos Myrepsos im 13. Jahrhundert ist das umfangreichste Arzneibuch des christlichen Mittelalters, und stellte bis ins 17. Jahrhundert einen Standardtext der Pharmazie dar. Es umfasst 2650 Kapitel und 3000 Arzneivorschriften und beinhaltet die gesamte byzantinische Rezeptliteratur.
Das Dynameron wurde bereits im 13. Jahrhundert von Nicolaus Rheginus ins Lateinische übersetzt.